# Kriegsgräberstätte Blankenheim-Alendorf

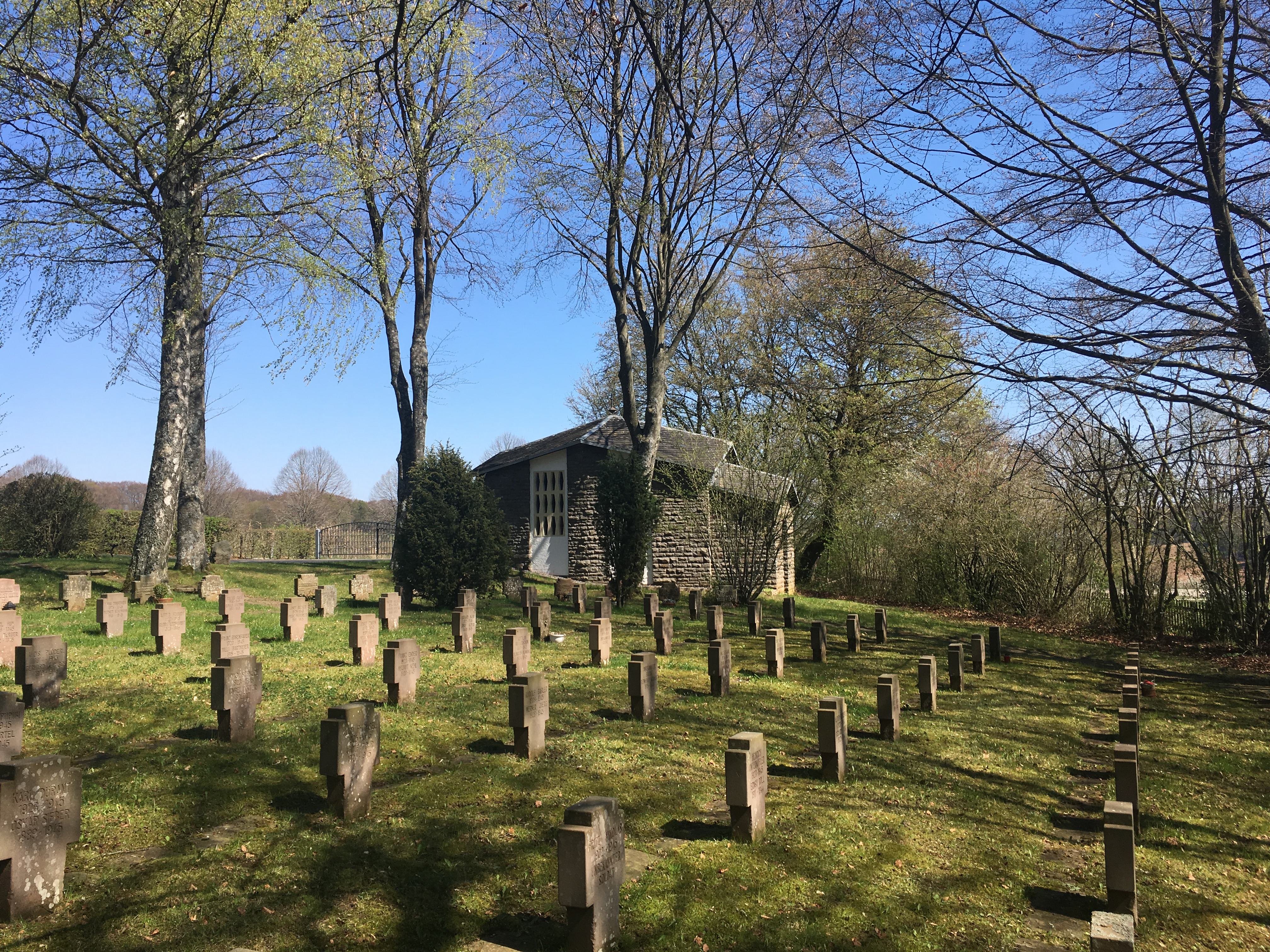
Kriegsgräberstätte Blankenheim-Alendorf

Die Kriegsgräberstätte Blankenheim-Alendorf ist eine Kriegsgräberstätte in Alendorf, einem Ortsteil der Gemeinde Blankenheim im Kreis Euskirchen in Nordrhein-Westfalen.

## Lage
Die Kriegsgräberstätte befindet sich rund 350 Meter nordöstlich des Dorfzentrums auf einer Anhöhe. Dort ist der Friedhof der westlich hiervon errichteten Alten Kirche. Das Gelände ist mit einer Mauer aus unbehauenen und nicht geschichteten Feldsteinen umgeben. Das Ensemble ist durch eine Stichstraße von der südlich verlaufenden Alendorfstraße aus erreichbar.

## Hintergrund und Geschichte
Zum Ende des Zweiten Weltkrieges kam es auf der Gemarkung der seinerzeit noch selbstständigen Orte der Gemeinde Blankenheim zu massiven Kampfhandlungen. Sie endeten erst mit der Einnahme der Orte durch amerikanische Soldaten am 7. und 8. März 1945. Im damaligen Kreis Schleiden waren mehrere tausend Soldaten gefallen und Zivilisten umgekommen. Sie wurden auf den Friedhöfen der Orte beigesetzt. Auf Initiative des Pfarrers Carl Werner legten die Einwohner aus Alendorf und Waldorf neben der Alten Kirche eine Gedenkstätte für die Opfer des Krieges an. Sie wurde an Allerheiligen 1948 als Kriegerehrenmal eingeweiht. Jährlich zum Kirchweihfest am 20. Oktober hielt die Kirchengemeinde eine Gedenkfeier ab.
1966 erweiterten Arbeiter auf Initiative des Volksbundes Deutsche Kriegsgräberfürsorge das Ehrenmal zu einer Kriegsgräberstätte. Die Kirchengemeinde stellte dabei das Grundstück zur Verfügung. Die Einweihung fand am 11. September 1966 durch den Alendorfer Pfarrer Johannes Bertram im Beisein des Aachener Regierungspräsidenten Hubert Schmitt-Degenhardt statt.

## Aufbau

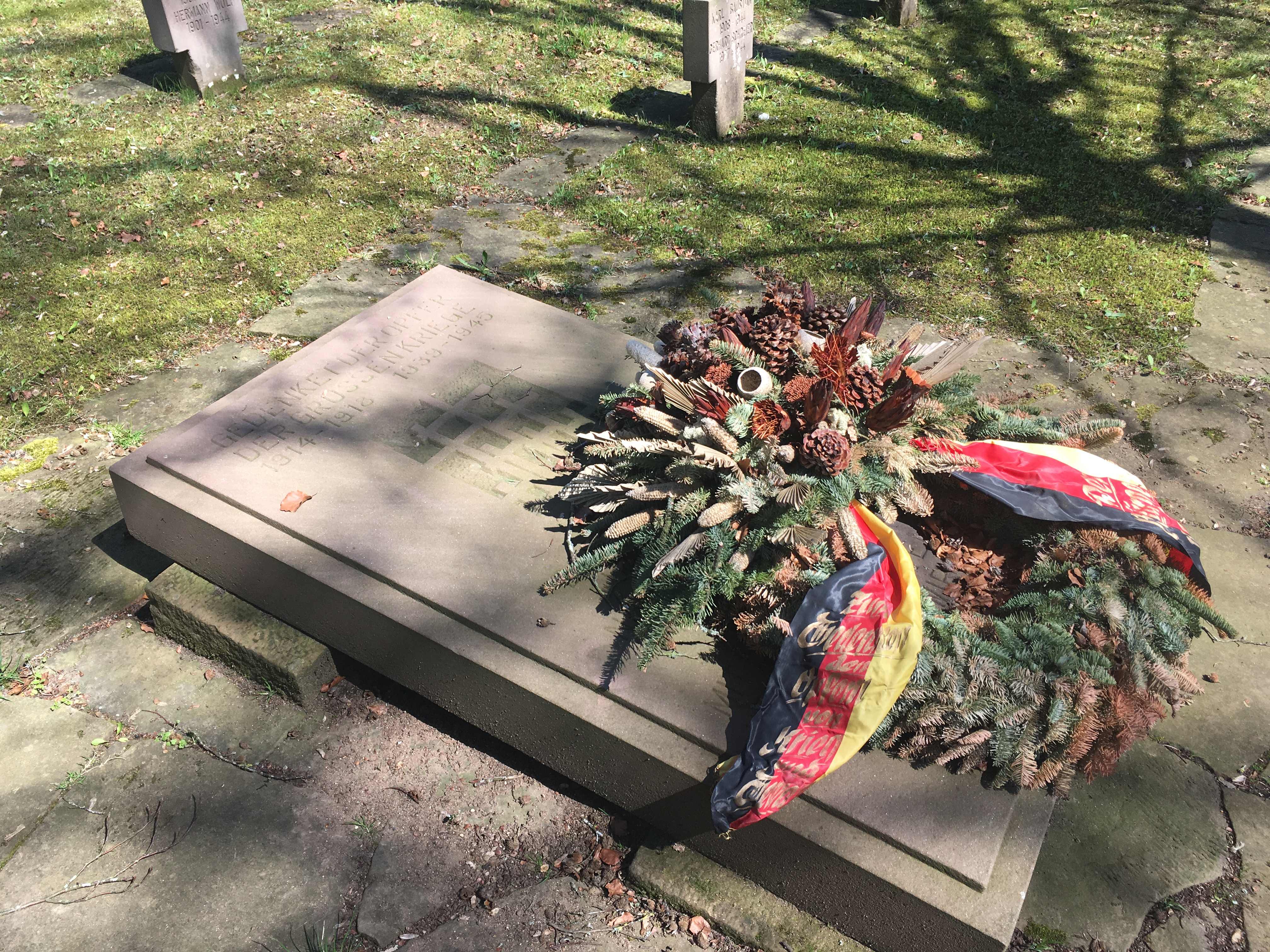
Gedenkstein

Das Gelände kann durch ein schmiedeeisernes Tor von Südwesten her betreten werden. Am Eingang befindet sich eine Stele mit einem namentlichen Verzeichnis und der Lage aller Kriegstoten. Insgesamt wurden 146 Tote in der Kriegsgräberstätte beigesetzt. Sie stammen vornehmlich aus Ahrdorf, Ahrhütte, Blankenheimerdorf, Dollendorf, Lommersdorf, Nettersheim und Ripsdorf. Sechs der Opfer konnten nicht identifiziert werden; zwei stammen aus der Sowjetunion, zwei weitere waren Zivilisten. Das jüngste Opfer wurde 17 Jahre alt. Jedes Grab ist mit einem Kreuz aus Pfälzer Sandstein markiert, auf dem die bekannten Geburts- und Sterbedaten eingearbeitet wurden.  In die Gestaltung wurden 37 private Grabsteine für Kriegsopfer aus Alendorf und Waldorf einbezogen. Sie stammen aus dem ursprünglichen Kriegerehrenmal und wurden als Umrandung um die Steinkreuze der übrigen Opfer platziert.
Im südlichen Bereich liegt ein Gedenkstein, der den Mittelpunkt der Kriegsgräberstätte bildet. Dort ist zu lesen: „Gedenke der Opfer / der grossen Kriege / 1914–1918   1939–1945“. Unterhalb ist das Logo des Volksbundes Deutscher Kriegsgräberfürsorge in den Stein gemeißelt worden. Darunter wird der deutsche Dichter Matthias Claudius zitiert: „Der Mensch lebt und besteht nur eine kleine Zeit, / und alle Welt vergeht mit ihrer Herrlichkeit. / Es ist nur einer ewig und an allen Enden, / und wir in seinen Händen“.